# ستيوارت نيفيل
ستيوارت نيفيل (بالإنجليزية: Stuart Neville)‏ هو كاتب بريطاني، ولد في 1972 في أرماه في المملكة المتحدة.